# 尼基福里夫齊
49°0′45″N 28°41′16″E / 49.01250°N 28.68778°E
尼基福里夫齊（烏克蘭語：Никифорівці），是烏克蘭西南部的村莊，隸屬文尼察州的文尼察區。該村面積2.79平方公里，海拔高度275米，2001年人口566，人口密度每平方公里202.72人。